# Opération Pokpung
Guerre de Corée
Batailles
Offensive nord-coréenne :

(juin 1950 - septembre 1950)
- Pokpung
- Chuncheon
- Séoul (1re)
- Busan (navale)
- Chumunjin
- Osan
- Pyeongtaek
- Cheonan
- Chochiwon
- Daejeon
- Sangju
- Yongdong
- Hwanggan
- Notch
- Périmètre de Busan

Contre-offensive de l'ONU :

(septembre 1950 - octobre 1950)
- Incheon
- Bombardement de Pyongyang
- Pyongyang

Intervention chinoise :

(octobre 1950 - avril 1951)
- Onjong
- Unsan
- Chongchon (Wawon)
- Réservoir de Chosin
- Évacuation de Hŭngnam
- Séoul (3e)
- Twin-Tunnels
- Jipyeong-ri
- Imjin
- Kapyong

Impasse :

(août 1951 - juillet 1953)
- Crèvecœur
- Fleuve Han
- Opération Commando
- Maryang San
- Suncheon
- Barrage de Sui-Ho
- Triangle Hill
- le Crochet
- Fleuve Samichon
- Armistice de Panmunjeom

Post armistice :
- Raid sur la Maison Bleue
- Attaque de l'EC-121
- Incident du peuplier
- Infiltration de Gangneung
- Guerre du crabe

L'opération Pokpung (coréen : 폭풍 작전 ; littéralement : Tempête) est l'invasion militaire de la république de Corée (ROK) par la république populaire démocratique de Corée (RPDC) à l'origine de la guerre de Corée. L'armée de la RPDC a commencé l'offensive en traversant le 38e parallèle nord et en entrant sur le territoire de la république de Corée à 4 h 0 (UTC+09:00) le 25 juin 1950. le gouvernement de la RPDC n'a publié aucune déclaration de guerre avant l'invasion.
La RPDC s'était préparée à une invasion de la république de Corée avec le soutien de l'Union soviétique, qui lui a fourni des armes, des chars et des avions. En quelques jours, l'armée de la RPDC a capturé et occupé Séoul, la capitale de la république de Corée.
À l'origine, l'objectif de l'opération Pokpung était de prendre le contrôle de l'ensemble de la péninsule coréenne d'ici le 15 août 1950, soit en 50 jours, avec une avance moyenne de dix kilomètres chaque jour, en commémoration du cinquième anniversaire de Gwangbokjeol. Cependant, de lourdes pertes ont été infligées au 2e corps de la RPDC par la 6e division d'infanterie de la république de Corée, bloquant l'avancée de la RPDC à l'est. Ce retard a permis aux États-Unis de se joindre au combat de soutien à la république de Corée le 27 juin. Le 7 juillet, le Commandement des Nations Unies a été créé pour diriger une réponse militaire multinationale contre la RPDC.

## Contexte
L'influence de Joseph Staline sur Kim Il-sung a dicté le moment de l'invasion. Kim Il-sung et le leader de la république de Corée Syngman Rhee voulaient tous deux réunifier la Corée. L'objectif de Kim était de parvenir à la réunification par la force. Kim n'a pas pu atteindre son objectif sans l'aide de Staline. Le 30 janvier 1950, Staline contacta l'ambassadeur Terenty Shtykov (en) et lui expliqua qu'il était prêt à aider à organiser un plan d'invasion. Staline a noté que pour capturer la Corée du Sud, Kim devrait être prêt à minimiser le risque d'une longue bataille. Jusqu'en avril 1950, Kim a demandé à plusieurs reprises de lancer une invasion, mais Staline n'a pas permis à Kim de la lancer jusqu'à ce que des conditions tactiques favorables en Extrême-Orient soient apparues.
Depuis mars 1950, l'Armée populaire coréenne (APK) a commencé à renforcer son armement et à redéployer ses troupes pour se préparer à attaquer la Corée du Sud. Le 16 mai, les officiers de la RPDC et de l'Union soviétique ont commencé les inspections finales de la guerre.
Kim rencontra Staline à Moscou en avril 1950 pour formuler le plan d'invasion. Staline a autorisé le plan à condition que les alliés chinois soient également d'accord. Le 13 mai, Kim s'est rendu à Pékin pour rencontrer Mao Zedong. Le 14 mai, Mao examina le télégramme de Staline et approuva l'invasion nord-coréenne. Staline avait dépêché le lieutenant-général Vasiliev pour préparer le plan d'invasion avant la réunion Staline-Kim à Moscou en avril. Le 29 mai, Vasiliev et le général Kang Kon (en), chef d'état-major de l'APC, ont finalisé le plan d'invasion.
Le 10 juin, le ministère de la Défense populaire de la RPDC a secrètement convoqué tous les commandants de division et de brigade à Pyongyang pour une réunion. Kang Kon a ordonné aux troupes d'être entièrement prêtes pour une opération offensive déguisée en opération défensive avant le 23 juin. Le 11 juin, l'APK s'est réorganisée en deux corps, et les divisions placées à l'arrière ont commencé à se rapprocher jusqu'à 10 à 15 km au nord du 38e parallèle. Les forces avancées de la 2e division de l'APK se sont déplacées vers Kumhwa le même jour. La division entière fut placée à Kumhwa le 14 juin. Le 23 juin, toutes les forces de l'APK impliquées dans l'invasion étaient positionnées autour du 38e parallèle.
Le 18 juin, le ministère de la Défense populaire a envoyé l'ordre de reconnaissance numéro 1 (정찰명령 제1호) aux commandants de division pour recueillir des informations sur l'emplacement des forces de la république de Corée et le terrain. Le 22 juin, après l'achèvement de la reconnaissance, de la réorganisation et de l'approbation de Staline, les conseillers militaires soviétiques ont ordonné au ministère de la Défense populaire d'envoyer l'ordre d'engagement numéro 1 (전투명령 제1호) à ses divisions.
Entre-temps, Kim informa Staline que la guerre débuterait le 25 juin, et Staline consentit au plan. Comme prévu, l'APK commença l'opération et franchit le 38e parallèle à 4 h 0 (UTC+09:00) le 25 juin 1950.

## Récits contradictoires de l'instigation
Il y a eu des récits contradictoires concernant les phases d'ouverture de la bataille provenant de sources des deux côtés. Cela a entraîné des divergences sur l'armée qui a lancé l'action militaire le 25 juin 1950. Lorsque la guerre a commencé, Kim a tenu une réunion gouvernementale d'urgence et a déclaré ce qui suit aux membres du Parti des travailleurs de Corée qui ne se rendaient pas compte de la situation :

« Camarades, les forces du traître Rhee Syngman ont franchi le 38e parallèle et lancé une invasion à grande échelle pour défier notre république du Nord. »

Un rapport au nom de la Commission des Nations unies pour la Corée (UNCOK) a été soumis le 24 juin par deux observateurs militaires australiens, le major FSB Peach et le chef d'escadron RJ Rankin. Le rapport affirmait que les forces de la république de Corée étaient entièrement organisées pour la défense et n'étaient pas en état de mener une attaque à grande échelle contre les forces du Nord. Les ressources insuffisantes de l'armée de la république de Corée, en particulier l'absence de blindés, de soutien aérien et d'artillerie lourde, ont rendu militairement impossible une invasion sud-coréenne du Nord. Le 25 juin à 17 h 0, les observateurs sur le terrain avaient signalé que les forces nord-coréennes avaient lancé ce matin-là une attaque surprise tout le long du 38e parallèle. Cependant, Kim avait affirmé dans une émission diffusée le 26 juin à 9 h 20 que la Corée du Sud avait attaqué le Nord dans la section de Haeju, provoquant des contre-attaques. À la lumière du rapport de Peach et Rankin, l'UNCOK a rejeté à l'unanimité l'affirmation nord-coréenne. Il reste des informations non divulguées du côté soviétique et nord-coréen.

## Invasion
Le 24 juin 1950, les forces nord-coréennes reçurent l'ordre de prendre leurs positions de départ à minuit. Le 25 juin à 10 h 0, le Pentagone a reçu un rapport détaillant que les forces nord-coréennes avaient envahi le Sud à plusieurs endroits. Le rapport affirmait que le combat a commencé à 4 h 40 lorsqu'Ongjin a été touché par des tirs d'artillerie nord-coréens. Les unités individuelles de l'APK ont avancé de 3 à 5 kilomètres sur le territoire sud-coréen au cours des trois premières heures. L'armée de la république de Corée a opposé une forte résistance en direction d'Ongjin, Kaizin et Séoul. Osin, Kaesong et Sinyuri furent capturés le premier jour. Les forces de l'APK ont avancé de 12 kilomètres en direction de Sunsen et de 8 kilomètres le long de la côte est.
Deux débarquements amphibies ont eu lieu sur la côte au sud de Kangnung à 5 h 25. Un débarquement a eu lieu dans la région de Korio et comprenait deux bataillons d'infanterie navale et 1 000 partisans. L'autre débarquement a eu lieu dans la région d'Urutsyn et comptait 600 partisans. La ville d'Urutsyn a été capturée. L'armée sud-coréenne engagea le combat contre les navires de guerre nord-coréens, mais les débarquements furent réussis.
L'invasion de l'APK a été menée par des chars moyens T-34 de fabrication soviétique et alimentés au diesel. Le T-34 était équipé de canons à grande vitesse de 85 mm et était doublé d'un blindage moyen. Le blindage s'est avéré presque imprenable pour l'armée de la république de Corée mal équipé qui manquait de chars et de canons antichar capables de pénétrer le blindage du T-34. Le T-34 pesait 29 tonnes, ce qui le rendait suffisamment léger pour résister aux limites des ponts ferroviaires coréens. Le soutien aérien a été fourni par 150 chasseurs Yakovlev Yak-9 de fabrication soviétique, des bombardiers d'attaque Iliouchine Il-10 et des avions d'entraînement Yakovlev Yak-11. L'aviation a fourni un appui aérien rapproché et a également bombardé Séoul et des emplacements stratégiques.
La bataille s'est poursuivie le 26 juin avec de nouvelles avancées des forces de l'APK en Corée du Sud. Les péninsules de Kaisan et d'Ongjin ont été dégagées. Les 1re et 4e divisions capturèrent Tongducheb et Bunsan. La 2e division a pris Siunseen. La 6e division a traversé la baie et s'est emparée de la pointe en direction de l'aérodrome de Kimpo. Les forces du débarquement amphibie ont avancé et pris le port de Tubuiri. La force principale a avancé à travers le couloir d'Uijeongbu en direction de Séoul.
Les forces sud-coréennes ne disposaient pas de suffisamment d’avions ou de chars pour contrer l'invasion. Une partie importante des forces sud-coréennes, comptant 65 000 soldats de combat et 33 000 soldats de soutien, a commencé à déserter. Le 28 juin, les forces de la république de Corée ont démoli le pont de Hangang (en) pour tenter de ralentir l'invasion de l'APK. La démolition a fait des victimes parmi les réfugiés sud-coréens et a bloqué la 5e division de l'armée de la république de Corée. Les forces de l'APK ont pu traverser la rivière plus tard dans la journée et occuper Séoul. Un rapport soviétique concernant l'invasion a souligné les insuffisances des opérations de l'APK. La communication au sein de l'APK était inefficace. L'état-major n'a pas dirigé la bataille, car dès le début de l'avancée, la communication entre l'état-major était faible. Les commandants d'unité ne recevaient pas de commandements des cadres supérieurs. Le rapport indiquait que le commandement de l'APK n'avait aucune expérience du combat. Une fois les conseillers militaires soviétiques retirés, la bataille fut mal commandée. L'utilisation dirigée des chars et de l'artillerie au combat n'était pas judicieuse sur le plan tactique. Cependant, les soldats de l'APK étaient enthousiastes et déterminés à remplir leur rôle.
La population nord-coréenne a réagi positivement à la nouvelle de l'invasion. Ils croyaient fermement au gouvernement nord-coréen et à l'Armée populaire coréenne.

## Propagande de la guerre froide
Aux États-Unis, l'invasion a été rapportée dans les grands médias comme un acte d’agression de la Corée du Nord. Cet événement est également devenu une source supplémentaire de division politique pendant la période de la guerre froide. Un article du New York Times du 27 juin 1950, intitulé « Les États-Unis blâment la Russie », décrit l'événement comme un « acte d'agression », « sans loi » et « une invasion de la république parrainée par les États-Unis comme une autre menace de la Russie dans un point faible » des pays libres. Il affirme également que « l'administration [américaine] a tenu l'Union soviétique pour responsable en tant que puissance motrice derrière le gouvernement nord-coréen ».
Le récit officiel nord-coréen de la guerre de Corée décrit la bataille sous le titre de "Victoire exceptionnelle et brillante" et affirme que la bataille était une mesure de défense anti-impérialiste contre les "ennemis du peuple". D'autres récits nord-coréens affirment que les impérialistes américains auraient incité les forces sud-coréennes à lancer une invasion armée surprise de la RPDC à l'aube du 25 juin, avec plus de 100 000 soldats sud-coréens pénétrant sur deux kilomètres du territoire nord-coréen, dans le but de conquérir la RPDC. Le rapport qualifie les troupes sud-coréennes de "marionnettes" des États-Unis "agressifs et impérialistes" et affirme que "le pays et son peuple étaient confrontés à un grave danger".

## Conséquences
Le 30 juin, le président des États-Unis, Harry S. Truman, a publié une déclaration indiquant que l'invasion de la Corée du Sud avait accru la menace du communisme dans la région du Pacifique et aux États-Unis. En réponse à l'invasion, Truman a ordonné aux États-Unis de fournir une assistance aérienne et terrestre en Corée. De plus, Truman a ordonné à la septième flotte américaine d'empêcher toute attaque sur Formose et a renforcé les forces américaines aux Philippines.
À la suite de l'invasion de la Corée du Nord, le Conseil de sécurité des Nations unies (CSNU) a adopté la résolution 84 du Conseil de sécurité des Nations unies. La résolution autorise l'utilisation du drapeau de l'ONU dans les opérations contre les forces nord-coréennes et les pays qui y participent. Le Conseil de sécurité des Nations unies a recommandé aux membres de fournir une assistance à la république de Corée pour repousser l'attaque nord-coréenne et restaurer la paix et la sécurité dans le monde.